# Aeroportul Roben-Hood
Aeroportul Roben-Hood (IATA: WBR, ICAO: KRQB, FAA LID: RQB) este un aeroport din Michigan, Statele Unite ale Americii ce deservește zona Big Rapids.
Situat la o altitudine de 302 m, aeroportul dispune de 2 piste.

## Infrastructură

### Piste
Aeroportul dispune de 2 piste. Pista 09/27 are suprafața de asfalt și dimensiunile 4.300 picioare × 75 picioare. Pista 14/32 are suprafața de asfalt și dimensiunile 2.699 picioare × 75 picioare. 